# Edgar Christian Fencker
Edgar Christian Fencker (7. ledna 1844, Odense – 15. prosince 1904, Kodaň) byl dánský inspektor jižního Grónska.

## Život
V roce 1864 se Fencker stal dánskou obdobou vojenského poddůstojníka v záloze. V roce 1868 se stal dobrovolníkem v Upernaviku. Následující rok se přestěhoval do Appatu, o rok později do Uummannaqu a v roce 1872 do Ilulissatu. V roce 1875 se stal správcem v Qeqertarsuaqu a v témže roce v Qasigiannguitu. Roku 1878 se stal koloniálním správcem v Qeqertarsuaqu, 1880 v Qasigiannguitu, 1884 v Upernaviku a 1890 v Appatu. V roce 1892 byl jmenován inspektorem jižního Grónska a v roce 1899 ho vystřídal jeho zeť Regnar Stephensen.

## Rodina
Edgar Christian Fencker byl synem nobilitovaného důstojníka Augusta Carla Frederika von Fenckera a jeho manželky Mette Cathrine Dreierové. Oženil se 6. srpna 1876 v Qeqertarsuaqu s Hansine Lundsteenovou. Jeho švagrová Johanne Margrethe Lundsteenová byla provdána za bývalého inspektora Severního Grónska Sophuse Theodora Krarupa-Smithe. Fencker a jeho žena měli tyto děti:
- Cathrine Emilie Elisabeth Fencker (*14. května 1877, Qeqertarsuaq)
- Karl Frederik Hannibal Anthon Fencker (*27. prosince 1878, Qeqertarsuaq)[5]
- Edgar Kristian Fencker (*28. prosince 1880, Qasigiannguit)
- Hannibal Fencker (*12. května 1883, Qasigiannguit)[5]